# کسی ونتورا
کسی ونتورا (انگلیسی: Cassie Ventura؛ زاده ۲۶ اوت ۱۹۸۶) یک خواننده، رقصنده، بازیگر و مدل اهل ایالات متحده آمریکا است. وی از سال ۲۰۰۲ میلادی تاکنون مشغول فعالیت بوده است.

## زندگی شخصی
ونتورا در سپتامبر ۲۰۱۹ با مربی شخصی الکس فاین ازدواج کرد. این زوج دو دختر دارند که متولد دسامبر ۲۰۱۹ و مارس ۲۰۲۱ هستند.
ونتورا از سال ۲۰۰۷ تا ۲۰۱۸ با شان کمبز رابطه طولانی مدت داشت. در ۱۶ نوامبر ۲۰۲۳، او شکایتی را علیه کمبز تنظیم کرد و مدعی شد که او را تحت یک دهه «چرخه سوء استفاده، خشونت و قاچاق جنسی» قرار داده است. این دعوی در دادگاه منطقه فدرال در منهتن تحت عنوان قانون بازماندگان بالغ، یک قانون نیویورک است که به افرادی که می‌گویند قربانی آزار جنسی بوده‌اند اجازه می‌دهد پس از انقضای مدت زمان محدودیت شکایت کنند. ونتورا ادعا کرد که سوء استفاده از زمانی شروع شد که رابطه آنها شروع شد و که این شامل تجاوز جنسی در سال ۲۰۱۸ پس از اینکه او سعی کرد او را ترک کند، و چندین مورد از خشونت خانگی بود.
وکیل شان کمبز بن برافمن این اتهامات را رد کرد.یک روز پس از طرح دعوی، طرفین اعلام کردند که برای حل این پرونده به توافق رسیده‌اند و شرایط توافق بیرون از دادگاه را فاش نکرد. در ماه مه ۲۰۲۴، سی‌ان‌ان ویدئویی که از کمیز به دست آورده بود، منتشر کرد. این ویدئو مربوط به حادثه‌ای سال ۲۰۱۶ و در راهروی یک هتل است که در آن کمبز، ونتورا را جلوی آسانسور هنگام فرار از هتل گرفته، او را مشت می‌زند و سپس به زمین می‌اندازد و به او لگد می‌زند. این منجر به عذرخواهی کمیز شد که در آن او این حادثه را تصدیق کرد.

### در رابطه باکید کادی
بر اساس شکایتی که در سال ۲۰۲۳ توسط کیسی ونتورا علیه دوست پسر سابقش شان کمبز تنظیم شد، ونتورا در سال ۲۰۱۲ یا حوالی آن با کادی در رابطه بود و در نتیجه شان کمبز  ونتورا را تهدید کرد که «ماشین [کادی] را منفجر خواهد کرد».
کودی تأیید کرد که بلافاصله پس از این تهدید، ماشینش واقعاً منفجر شده است.